# کیرژنو
کیرژنو (به لهستانی:  Kierżno) یک روستا در لهستان است که در گمینا نوووگروجتس واقع شده‌است.
 کیرژنو  ۲۷۰ نفر جمعیت دارد.